# Bánffy János (szlavón bán)

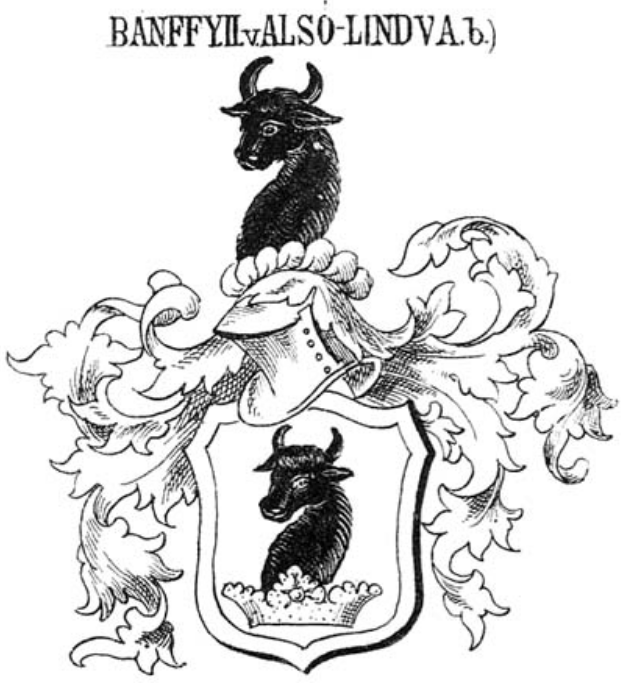
Az alsólendvai Bánffy család címere

Alsólendvai Bánffy János (névváltozat: Bánfi János; fl. 1366–1396), Varasd megye ispánja, Szlavónia bánja, macsói bán, nagybirtokos.

## Élete
Az ősrégi Zala vármegyei főnemesi Hahót nemzetségbeli alsólendvai Bánffy családnak a sarja. Apja Hahót nembeli Lendvai Miklós 1343 és 1346 között, majd 1353 és 1356 között horvát-dalmát bán. Fivérei: alsólendvai Bánffy István, aki 1366-ban Varasd vármegyei ispán, majd 1383-tól szlavóniai bán, valamint alsólendvai Bánffy László (fl. 1356-1381), nagybirtokos.
Bánffy János 1366 és 1372 között Varasd megye ispánja; 1381 és 1385 között Szlavónia bánja, majd 1386 és 1387 között macsói bán volt.

## Házasságai és leszármazottjai
Feleségül vette a Balog nemzetségbeli főnemesi felsőlendvai Széchy családnak a sarját, felsőlendvai Szécsi Miklós (1320–1387), nádornak és Debreceni Margitnak a lányát. Az ismeretlen keresztnevű menyasszonynak az anyai dédapja Debreceni Dózsa (fl. 1294–1323) nádor volt. Bánffy János és a felsőlendvai Széchy lány frigyéből született:
- Bánffy János (fl. 1377-1405), nagybirtokos. Neje: beregszói Hagymássy Jusztina (fl. 1416-1435)
- Bánffy István (fl. 1377-1416), nagybirtokos. Neje: N. Klára asszony (fl. 1416-1430). Bánffy István és N. Klára asszony gyermeke: Bánffy István (fl. 1411–†1448), hadvezér, nagybirtokos.